# Peixe
Os peixes são animais vertebrados, aquáticos, tipicamente ectotérmicos, que possuem o corpo fusiforme, os membros transformados em barbatanas ou nadadeiras (ausentes em alguns grupos) sustentadas por raios ósseos ou cartilaginosos, guelras ou brânquias com que respiram o oxigénio dissolvido na água (embora os dipnoicos usem pulmões) e, na sua maior parte, o corpo coberto de escamas.
Os peixes são recursos importantes, principalmente como alimento, mas também são capturados por pescadores recreativos, mantidos como animais de estimação, criados por aquaristas, e expostos em aquários públicos. Os peixes tiveram um papel importante na cultura através dos tempos, servindo como divindades, símbolos religiosos (ver ichthys), e como temas de arte, livros e filmes.
Uma vez que o "peixe" é definido negativamente, e exclui os tetrápodes (ou seja, os anfíbios, répteis, aves e mamíferos) que são descendentes da mesma origem, é um agrupamento parafilético, não considerado adequado na biologia sistemática. A classe Pisces, de Lineu é considerada tipológica, mas não filogenética.
Os primeiros organismos que podem ser classificados como peixes eram cordados de corpo mole que apareceram pela primeira vez durante o período Cambriano. Embora eles não tivessem uma verdadeira espinha dorsal, possuíam notocórdio, que lhes permitiu serem mais ágeis do que os invertebrados marinhos. Os peixes continuaram a evoluir durante o Paleozoico, diversificando-se em uma grande variedade de formas.

## Classificação

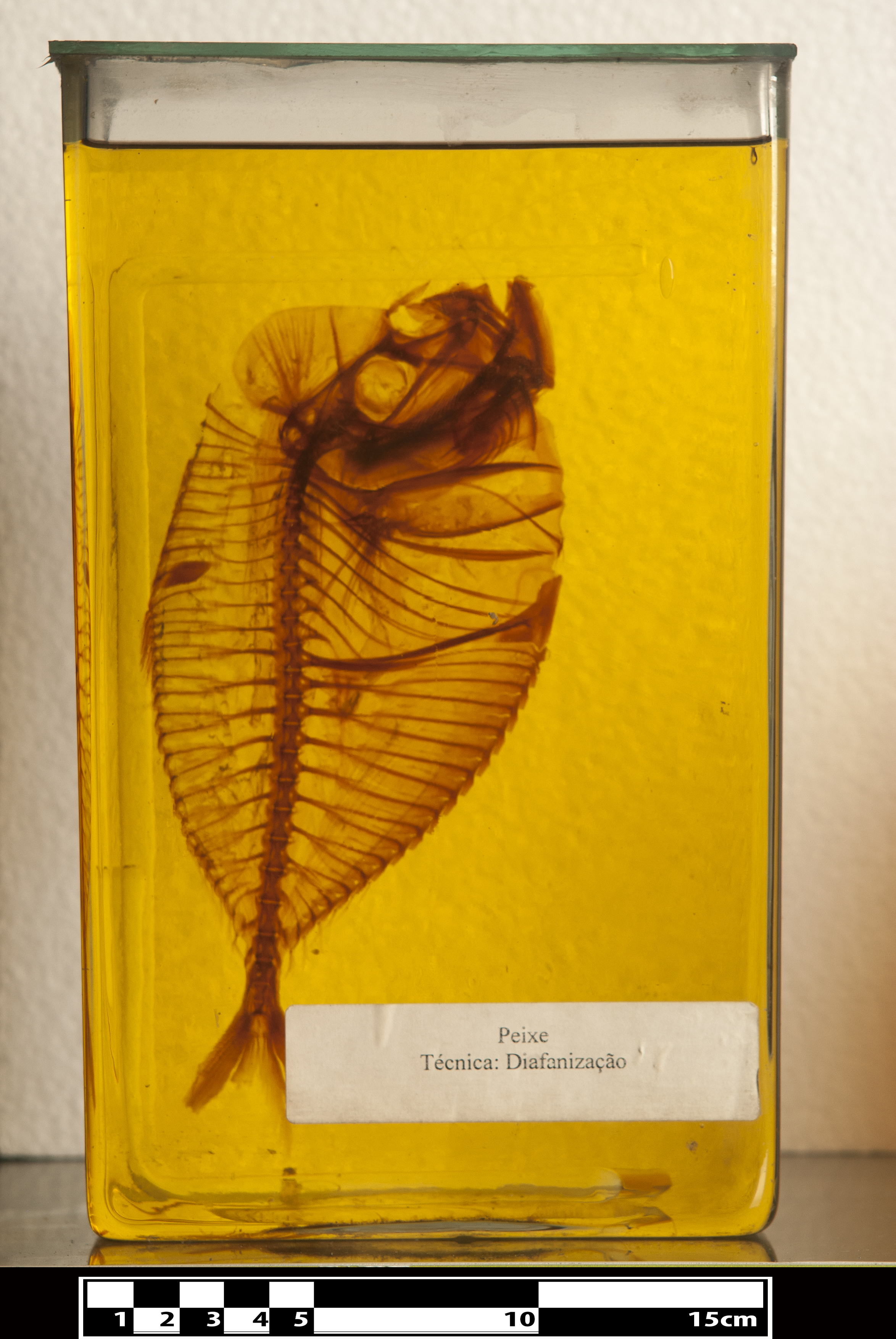
Técnica de diafanização - espécime esclarecido para a visualização de estruturas anatômicas em exposição no MAV/USP

No uso comum, o termo peixe tem sido frequentemente utilizado para descrever um vertebrado aquático com brânquias, membros, se presentes, na forma de nadadeiras, e normalmente com escamas de origem dérmica no tegumento. Sendo este conceito do termo "peixe" utilizado por conveniência, e não por unidade taxonômica, porque os peixes não compõem um grupo monofilético, já que eles não possuem um ancestral comum exclusivo. Para que se tornasse um grupo monofilético, os peixes deveriam juntar os Tetrápodes.
Os peixes são tradicionalmente divididos nos seguintes grupos:
- Peixes ósseos (Osteichthyes, com mais de 22 000 espécies) à qual pertencem as sardinhas, as garoupas, o bacalhau, o atum e, em geral, todos os peixes que possuem esqueleto ósseo;
- Peixes cartilaginosos (Chondrichthyes, mais de 1 000 espécies) à qual pertencem os tubarões e as raias;
- Vários grupos de peixes sem maxilas (antigamente classificados como Agnatha ou Cyclostomata, com cerca de 80 espécies), incluindo as lampréias e as mixinas.[4]

Em vista desta diversidade, os zoólogos não mais aceitam a antiga classe Pisces em que Lineu os agrupou, como se pode ver na classificação dos Vertebrados. Abaixo apresentam-se detalhes da classificação atualmente aceita.

## Importância dos peixes

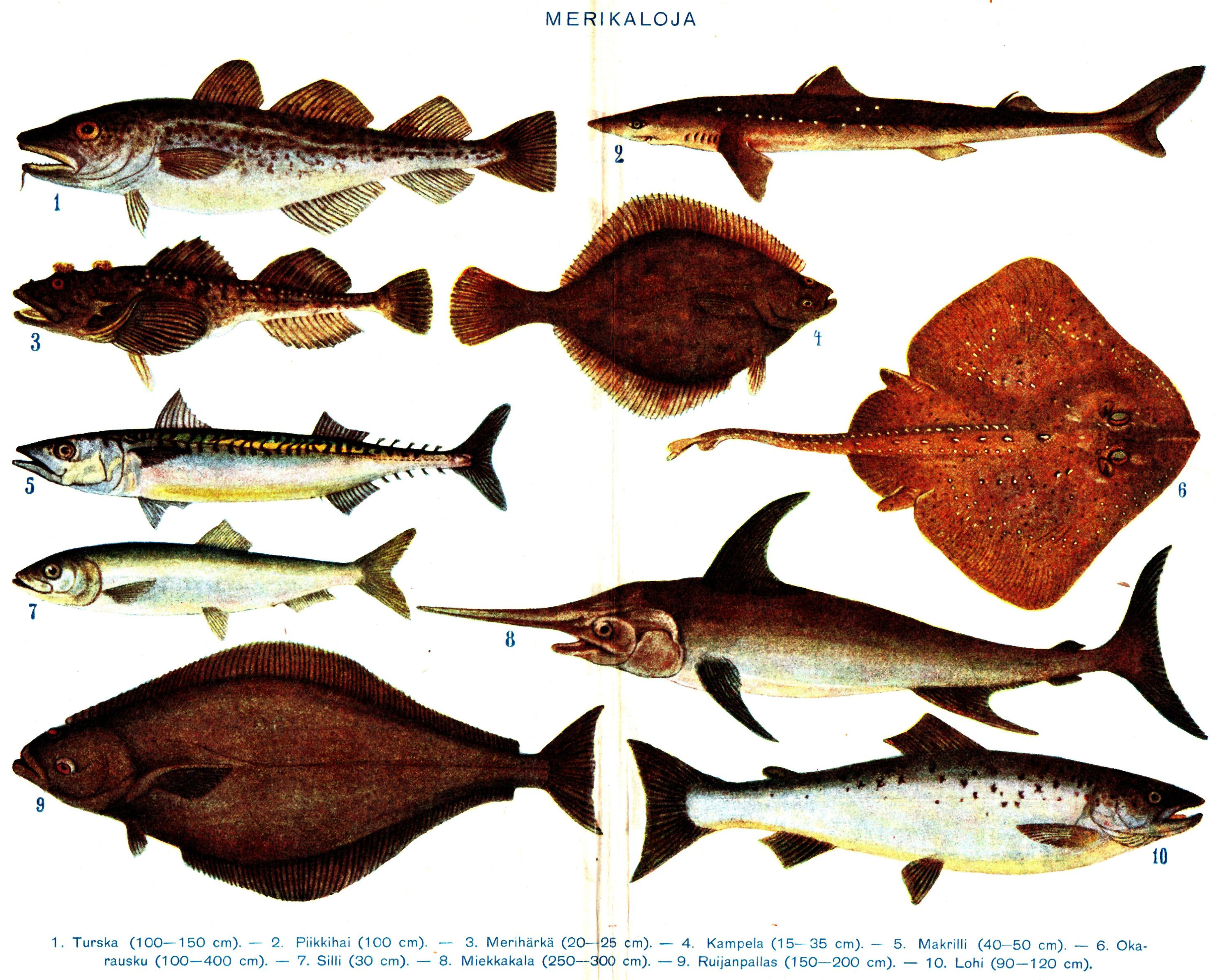
Peixes de água salgada

Por vezes, usa-se a palavra peixe para designar vários animais aquáticos (por exemplo na palavra peixe-mulher para designar o dugongo). Mas a maior parte dos organismos aquáticos muitas vezes designados por "peixe", incluindo as medusas (águas-vivas), os moluscos e crustáceos e mesmo mamíferos muito parecidos com os peixes como os golfinhos, não são peixes.
Os peixes encontram-se em praticamente todos os ecossistemas aquáticos, tanto em água doce como em água salgada, desde a água da praia até às grandes profundezas dos oceanos (ver biologia marinha). Mas há alguns lagos hipersalinos, como o Grande Lago Salgado, nos Estados Unidos da América do Norte onde não vivem peixes.
Os peixes têm uma grande importância para a humanidade e desde tempos imemoriais foram pescados para a sua alimentação. Muitas espécies de peixes são criadas em condições artificiais (ver aquacultura), não só para alimentação humana, mas também para outros fins, como os aquários.
Há algumas espécies perigosas para o homem, como os peixes-escorpião que têm espinhos venenosos e algumas espécies de tubarão, que podem atacar pessoas nas praias. Muitas espécies de peixes encontram-se ameaçadas de extinção, quer por pesca excessiva, quer por deterioração dos seus habitats.
O ramo da zoologia que estuda os peixes do ponto de vista da sua posição sistemática é a ictiologia. No entanto, os peixes são igualmente estudados no âmbito da ecologia, da biologia pesqueira, da fisiologia e doutros ramos da biologia.

## Ecologia dos peixes

### Classificação ecológica

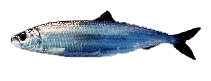
Arenque, Clupea harengus - esta espécie já foi considerada pelo Guinness Book of Records como a mais numerosa entre os peixes; com a pesca excessiva, este peixe do norte do Oceano Atlântico já não tem os níveis populacionais de outrora

Uma forma de classificar os peixes é segundo o seu comportamento relativamente à região das águas onde vivem; este comportamento determina o papel de cada grupo no ambiente aquático:
- pelágicos (do latim pelagos, que significa o "mar aberto") – os peixes que vivem geralmente em cardumes, nadando livremente na coluna de água; fazem parte deste grupo as sardinhas, as anchovas, os atuns e muitos tubarões.[11]
- demersais – os que vivem a maior parte do tempo em associação com o substrato, quer em fundos arenosos como os linguados, ou em fundos rochosos, como as garoupas. Muitas espécies demersais têm hábitos territoriais e defendem o seu território activamente – um exemplo são as moreias, que se comportam como verdadeiras serpentes aquáticas, atacando qualquer animal que se aproxime do seu esconderijo.[12]
- batipelágicos – os peixes que nadam livremente em águas de grandes profundidades (zona batial).
- mesopelágicos – espécies que fazem grandes migrações verticais diárias, aproximando-se da superfície à noite e vivendo em águas profundas durante o dia. Exemplo deste grupo são os peixes-lanterna.[12]

### Hábitos alimentares

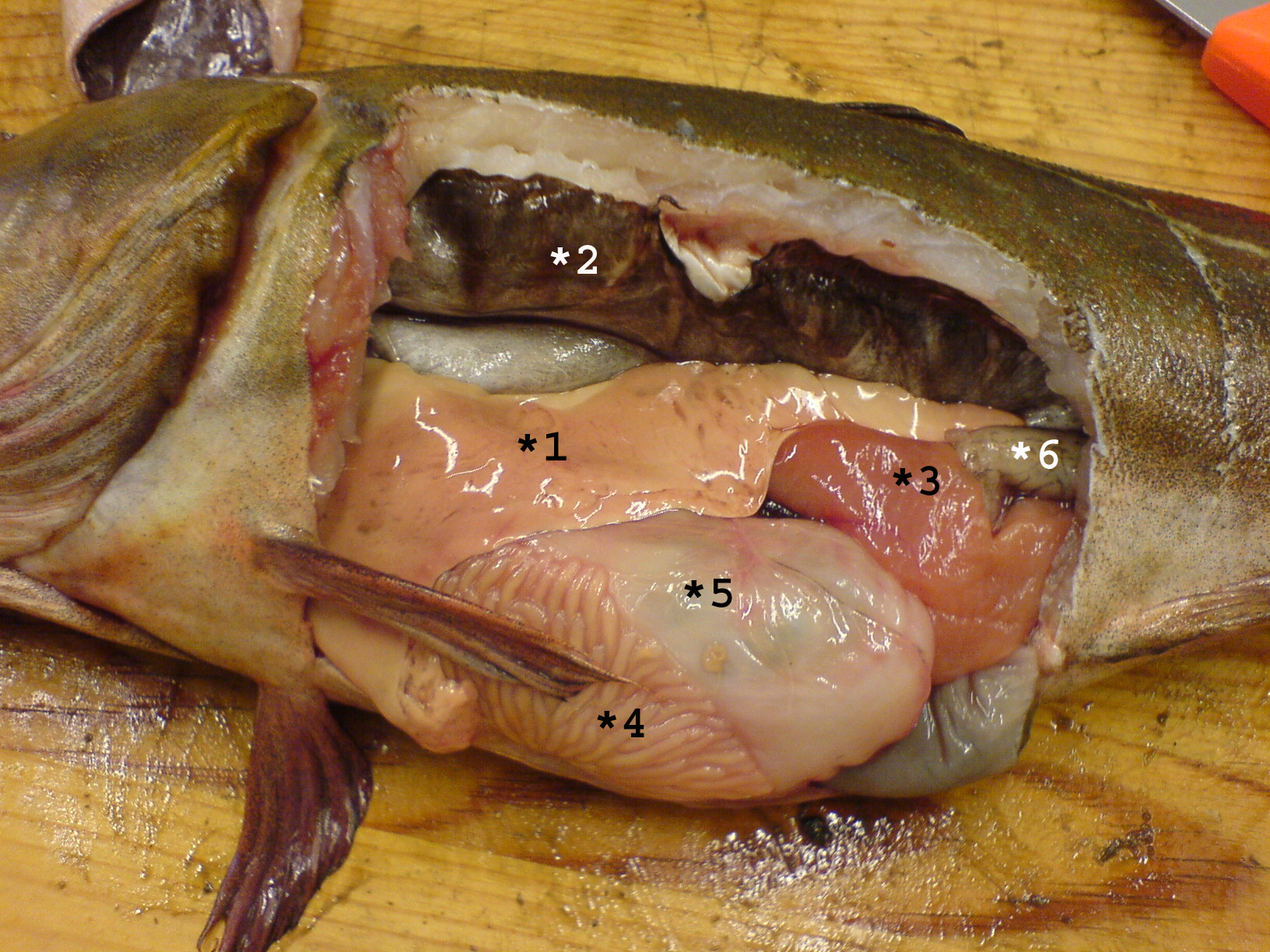
Órgãos: 1. Fígado, 2. Bexiga de gás, 3. Ovas, 4. Cecos pilóricos, 5. Estômago, 6. intestino

Os peixes pelágicos de pequenas dimensões como as sardinhas são geralmente planctonófagos, ou seja, alimentam-se quase passivamente do plâncton disperso na água, que filtram à medida que "respiram", com a ajuda de branquispinhas, que são excrescências ósseas dos arcos branquiais (a estrutura que segura as brânquias ou guelras).
Algumas espécies de maiores dimensões têm também este hábito alimentar, incluindo algumas baleias (que não são peixes, mas mamíferos) e alguns tubarões como os zorros  (género Alopias). Mas a maioria dos grandes peixes pelágicos são predadores ativos, ou seja, procuram e capturam as suas presas, que são também organismos pelágicos, não só peixes, mas também cefalópodes (principalmente lulas), crustáceos ou outros.
Os peixes demersais podem ser predadores, mas também podem ser herbívoros, que se alimentam de plantas aquáticas, detritívoros, ou seja, que se alimentam dos restos de animais e plantas que se encontram no substrato, ou serem comensais de outros organismos, como a rémora que se fixa a um atum ou tubarão através dum disco adesivo no topo da cabeça e se alimenta dos restos de comida que caem da boca do seu hospedeiro (normalmente um grande predador), ou mesmo parasitas de outros organismos.
Alguns peixes abissais e também alguns neríticos, como os diabos (família Lophiidae) apresentam excrescências, geralmente na cabeça, que servem para atrair as suas presas; essas espécies costumam ter uma boca de grandes dimensões, que lhes permitem comer animais maiores que eles próprios. Numa destas espécies, o macho é parasita da fêmea, fixando-se pela boca a um tentáculo da sua cabeça.

### Hábitos de reprodução

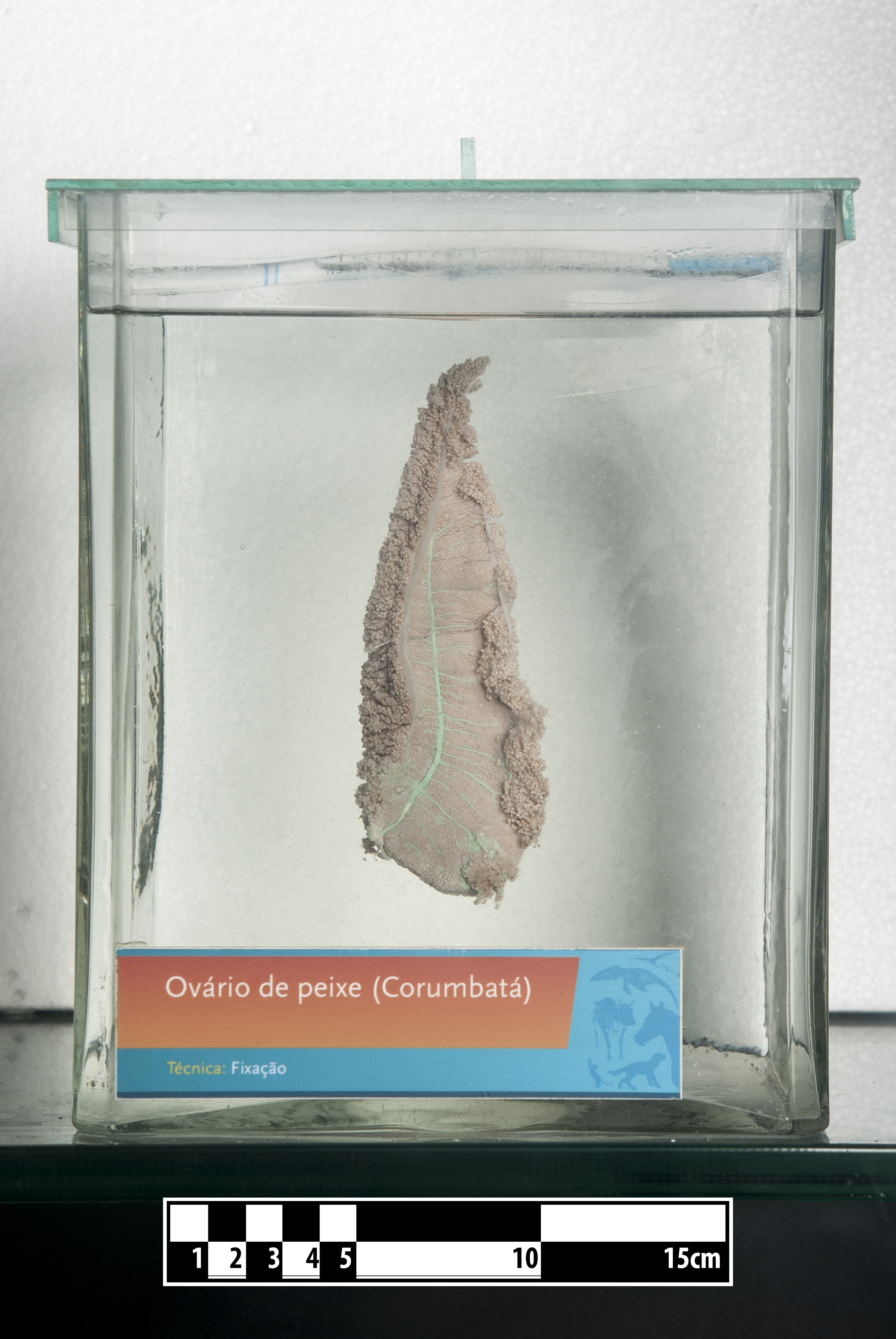
Ovário de peixe (Corumbatá). Em exposição no MAV/USP

A maioria dos peixes é dióica, ovípara, fertiliza os óvulos externamente e não desenvolve cuidados parentais. Nas espécies que vivem em cardumes, as fêmeas desovam nas próprias águas onde os cardumes vivem e, ao mesmo tempo, os machos libertam o esperma na água, promovendo a fertilização. Em alguns peixes pelágicos, os ovos flutuam livremente na água – e podem ser comidos por outros organismos, quer planctónicos, quer nectónicos; por essa razão, nessas espécies é normal cada fêmea libertar um enorme número de óvulos. Noutras espécies, os ovos afundam e o seu desenvolvimento realiza-se junto ao fundo – nestes casos, os óvulos podem não ser tão numerosos, uma vez que são menos vulneráveis aos predadores.
No entanto, existem excepções a todas estas características e neste artigo referem-se apenas algumas. Abaixo, na secção Migrações encontram-se os casos de espécies que se reproduzem na água doce, mas crescem na água salgada e vice-versa.
Em termos de separação dos sexos, existem também (ex.: família Sparidae, os pargos) casos de hermafroditismo e casos de mudança de sexo - peixes que são fêmeas durante as primeiras fases de maturação sexual e depois se transformam em machos (protoginia) e o inverso (protandria).
Os cuidados parentais, quando existem, apresentam casos curiosos. Nos cavalos-marinhos (género Hypocampus), por exemplo, o macho recolhe os ovos fecundados e incuba-os numa bolsa marsupial. Muitos ciclídeos (de que faz parte a tilápia) e algumas espécies de aquário endémicas do Lago Niassa (também conhecido por Lago Malawi, na fronteira entre Moçambique e o Malawi) guardam os filhotes na boca, quer do macho, quer da fêmea, ou alternadamente, para os protegerem dos predadores.
Refere-se acima que a maioria dos peixes é ovípara, mas existem também espécies vivíparas e ovovivíparas, ou seja, em que o embrião se desenvolve dentro do útero materno. Nestes casos, pode haver fertilização interna - embora os machos não tenham um verdadeiro pênis, mas possuem uma estrutura para introduzir o esperma dentro da fêmea. Muitos destes casos encontram-se nos peixes cartilagíneos (tubarões e raias), mas também em muitos peixes de água doce e mesmo de aquário.
A idade e  o tamanho a partir dos quais os peixes começam a se reproduzir variam segundo as espécies e dentro de cada espécie, conforme as condições em que vivem. Nos locais frios (Europa), a Carpa-comum não começa a reproduzir-se senão aos três anos. Em locais quentes obtém-se a reprodução com apenas um ano. Certas espécies só põem ovos uma vez por ano, e caso a temperatura esteja muito baixa, algumas espécies não desovam, absorvem os ovos como alimento.

### Hábitos de repouso
Os peixes não dormem. Eles apenas alternam estados de vigília e repouso. O período de repouso consiste num aparente estado de imobilidade, em que os peixes mantêm o equilíbrio por meio de movimentos bem lentos.
Como não têm pálpebras, seus olhos ficam sempre abertos. Algumas espécies se deitam no fundo do mar ou no rio, enquanto os menores se escondem em buracos para não serem comidos enquanto descansam.

### Migrações
Muitas espécies de peixes (principalmente os pelágicos) realizam migrações regularmente, desde migrações diárias (normalmente verticais, entre a superfície e águas mais profundas), até anuais, percorrendo distâncias que podem variar de apenas alguns metros até várias centenas de quilómetros e mesmo plurianuais, como as migrações das enguias.

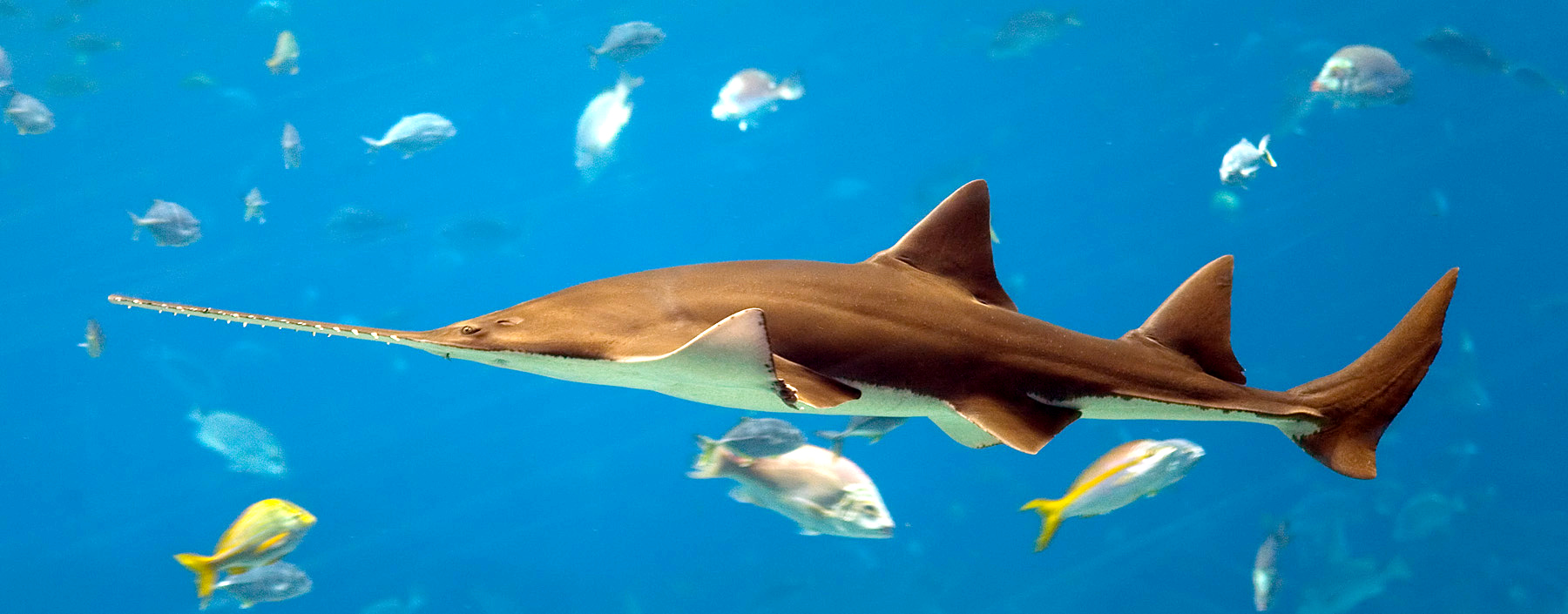
Tubarão-serra

Na maior parte das vezes, estas migrações estão relacionadas ou com a reprodução ou com a alimentação (procura de locais com mais alimento). Algumas espécies de atuns migram anualmente entre o norte e o sul do oceano, seguindo massas de água com a temperatura ideal para eles.
Os peixes migratórios classificam-se da seguinte forma:
- diádromos – peixes que migram entre os rios e o mar;[25]
- anádromos – peixes que vivem geralmente no mar, mas se reproduzem em água doce;[25]
- catádromos – peixes que vivem nos rios, mas se reproduzem no mar;[25]
- anfídromos – peixes que mudam o seu habitat de água doce para salgada durante a vida, mas não para se reproduzirem (normalmente por relações fisiológicas, ligadas à sua ontogenia);[25]
- potamódromos – peixes que realizam as suas migrações sempre em água doce, dentro dum rio ou dum rio para um lago; e
- oceanódromos – peixes que realizam as suas migrações sempre em águas marinhas, como os atuns.[25]

Os peixes anádromos mais estudados são os salmões (ordem Salmoniformes), que desovam nas partes altas dos rios, se desenvolvem no curso do rio e, a certa altura migram para o oceano onde se desenvolvem e depois voltam ao mesmo rio onde nasceram para se reproduzirem. Muitas espécies de salmões têm um grande valor económico e cultural, de forma que muitos rios onde estes peixes se desenvolvem têm barragens com passagens para peixes (chamadas em inglês "fish ladders" ou "escadas para peixes"), que lhes permitem passar para montante da barragem.
O exemplo mais bem estudado de catadromia é o caso da enguia europeia que migra cerca de 6 000 km até ao Mar dos Sargaços (na parte central e ocidental do Oceano Atlântico) para desovar, sofrendo grandes metamorfoses durante a viagem; as larvas, por seu lado, migram no sentido inverso, para se desenvolverem nos rios da Europa.

### Camuflagem e outras formas de proteção
Alguns peixes se camuflam para fugirem de certos predadores, outros para melhor apanharem as suas presas. Algumas espécies de arraia, por outro lado, se escondem na areia e podem mudar o tom da pele, para suas presas não notarem sua presença no ambiente.

## Anatomia dos peixes

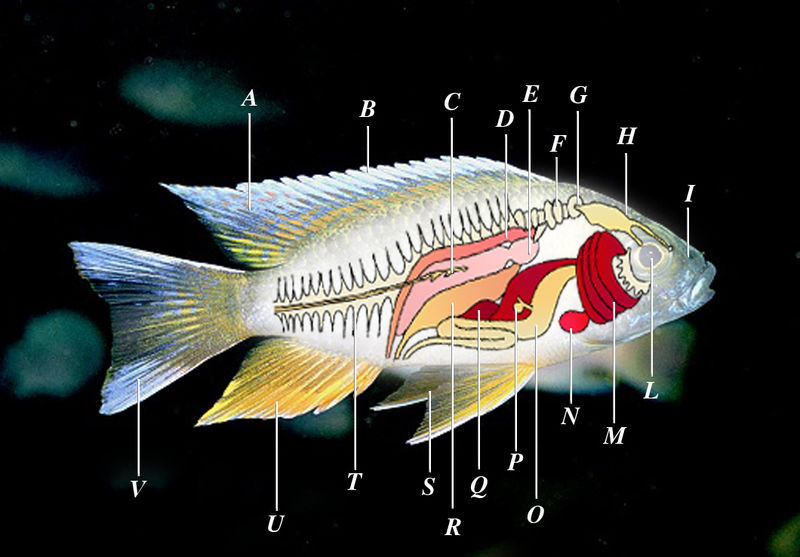
A - Nadadeira dorsal; B - Raios da nadadeira; C - Linha Lateral; D - Rim; E - Bexiga; F - Aparelho de Weber; G - Ouvido interno; H - Cérebro; I - Narinas; L - Olhos; M - Guelra N - Coração; O - Estômago; P - Vesícula Biliar; Q - Baço; R - Órgãos sexuais internos; S - Nadadeira ventral; T - Coluna; U - Nadadeira anal; V - Nadadeira caudal

### Anatomia interna
- Esqueleto
- Coração
- Aparelho digestivo

#### Bexiga natatória
A bexiga natatória é um órgão que auxilia o peixe a manter-se a determinada profundidade através do controle da sua densidade relativamente à da água. É um saco de paredes flexíveis, derivado do intestino que pode expandir-se ou contrair de acordo com a pressão; tem muito poucos vasos sanguíneos, mas as paredes estão forradas com cristais de guanina, que a fazem impermeáveis aos gases.

A bexiga natatória possui uma glândula que permite a introdução de gases, principalmente oxigénio, na bexiga, para aumentar o seu volume. Noutra região da bexiga, esta encontra-se em contacto com o sangue através doutra estrutura conhecida por "janela oval", através da qual o oxigénio pode voltar para a corrente sanguínea, baixando assim a pressão dentro da bexiga natatória e diminuindo o seu tamanho.

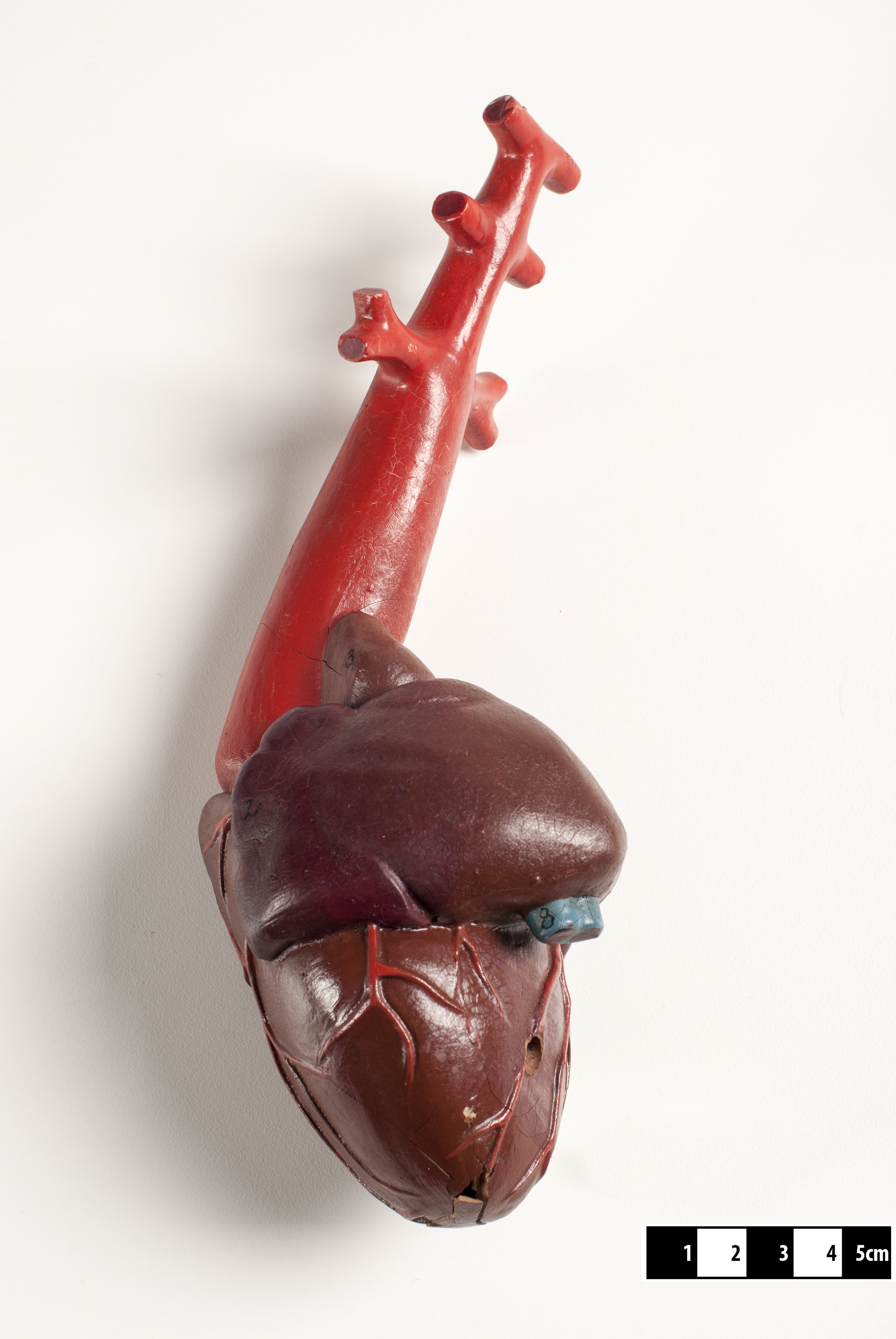
Modelo didático do coração de peixe

Nem todos os peixes possuem este órgão: os tubarões controlam a sua posição na água apenas com a locomoção e com o controle de densidade de seus corpos, através da quantidade de óleo em seu fígado; outros peixes têm reservas de tecido adiposo para essa finalidade.
A presença de bexiga natatória traz uma desvantagem para o seu portador: ela proíbe a subida rápida do animal dentro da coluna de água, sob o risco daquele órgão rebentar.
A denominação bexiga natatória foi substituída por vesícula gasosa.

### Anatomia externa
Para além de mostrar diferentes adaptações evolutivas dos peixes ao meio aquático, as características externas destes animais (e algumas internas, tais como o número de vértebras) são muito importantes para a sua classificação sistemática.

#### Forma do corpo
A forma do corpo dos peixes "típicos" – basicamente fusiforme – é uma das suas melhores adaptações à locomoção dentro de água. A maioria dos peixes pelágicos (ver acima), principalmente os que formam cardumes activos, como os atuns, apresentam esta forma "típica".
No entanto, há bastantes variações a esta forma típica, principalmente entre os demersais e nos peixes abissais (que vivem nas regiões mais profundas dos oceanos). Nestes últimos, o corpo pode ser globoso e apresentar excrescências que servem para atrair as suas presas.
A variação mais dramática do corpo dos peixes encontra-se nos Pleuronectiformes, ordem a que pertencem os linguados e as solhas. Nestes animais, adaptados a viverem escondidos em fundos de areia, o corpo sofre metamorfoses durante o seu desenvolvimento larvar, de forma que os dois olhos ficam do mesmo lado do corpo – direito ou esquerdo, de acordo com a família.
Muitos outros peixes demersais têm o corpo achatado dorsiventralmente para melhor se confundirem com o fundo. Alguns, como os góbios, que são peixes muito pequenos que vivem em estuários, têm inclusivamente as nadadeiras ventrais transformadas num botão adesivo, para evitarem ser arrastados pelas correntes de maré.
Os Anguilliformes (enguias, congros e moreias) têm o corpo "anguiliforme", ou seja, em forma de serpente, assim como algumas outras ordens de peixes.

#### Nadadeiras

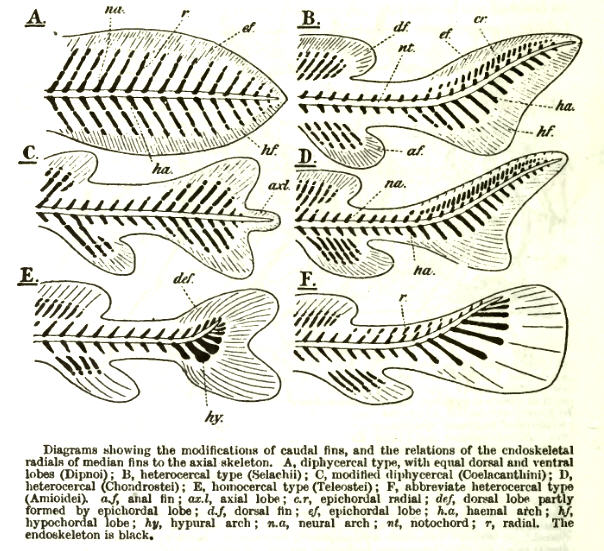
As diversas estruturas da nadadeira

As barbatanas ou nadadeiras são os órgãos de locomoção dos peixes. São extensões da derme (a camada profunda da pele) suportadas por lepidotríquias, que são escamas modificadas e funcionam como os raios das rodas de bicicleta. Por essa razão, chamam-se raios os que são flexíveis, muitas vezes segmentados e |ramificados, ou espinhos, quando são rígidos e podem ser ocos e possuir um canal para a emissão de veneno.
Os números de espinhos e raios nas nadadeiras dos peixes são importantes caracteres para a sua classificação, havendo mesmo chaves dicotómicas para a sua identificação em que este é um dos principais factores.
Tipicamente, os peixes apresentam os seguintes tipos de nadadeiras:
- uma nadadeira dorsal;[41]
- uma nadadeira anal;[41]
- uma nadadeira caudal;[41]
- um par de nadadeiras ventrais (ou nadadeiras pélvicas);[41]
- um par de nadadeiras peitorais.[41]

Apenas as nadadeiras pares têm relação evolutiva com os membros dos restantes vertebrados.
Algumas ou todas estas nadadeiras podem faltar ou estar unidas - já foi referida a transformação das nadadeiras peitorais dos góbios num disco adesivo – mas as uniões mais comuns são entre as nadadeiras ímpares, como a dorsal com a caudal e anal com caudal (caso de algumas espécies de linguados).
As nadadeiras têm formas e cores típicas em alguns grupos de peixes.
Para além da coloração do corpo, a forma e cor das nadadeiras são decisivas para os aquaristas, de tal forma que chegam a ser produzidas variedades de espécies com nadadeiras espectaculares, como o famoso cauda-de-véu, uma variedade do peixinho-dourado (Carassius auratus).
Alguns grupos de peixes, para além da nadadeira dorsal com espinhos e raios (que podem estar separadas), possuem uma nadadeira adiposa, normalmente perto da caudal. É o caso dos salmões e dos peixes da família do bacalhau (Gadídeos).

#### Escamas ou placas
A pele dos peixes é fundamentalmente semelhante à dos outros vertebrados, mas possui algumas características específicas dos animais aquáticos. O corpo dos peixes está normalmente coberto de muco que, por um lado diminui a resistência da água ao movimento e, por outro, os protege dos inimigos. Embora haja muitos grupos de peixes com pele nua, como as enguias, a maior parte dos peixes tem-na coberta de escamas que, ao contrário dos répteis, têm origem na própria derme.
Os peixes apresentam quatro tipos básicos de escamas:
- ciclóides, as mais comuns, normalmente finas, subcirculares e com a margem lisa ou finamente serrilhada;[47]
- ctenóides, também sub-circulares, mas normalmente rugosas e com a margem serrilhada ou mesmo espinhosa;[48]
- ganóides, de forma sub-romboidal e que podem ser bastante grossas como as dos esturjões; e salmões;[47]
- placóides, normalmente duras com um ou mais espinhos, de formas variadas.[48]

Alguns grupos de peixes têm o corpo coberto de placas ou mesmo uma armadura rígida, como o peixe-cofre e os cavalos-marinhos. Esta armadura pode estar ornamentada com cristas e espinhos e apresenta fendas por onde saem as nadadeiras.

#### Linha lateral
Um órgão sensorial específico dos peixes é a linha lateral, normalmente formada por uma fiada longitudinal de escamas perfuradas através das quais corre um canal que tem ligação com o sistema nervoso; aparentemente, este órgão tem funções relacionadas com a orientação, uma espécie de sentido do olfacto através do qual os peixes reconhecem as características das massas de água (temperatura, salinidade e outras).

## Sistema nervoso e órgãos dos sentidos
Peixes têm sistemas nervosos complexos e seu cérebro é dividido em diferentes partes. O mais anterior, ou frontal, contém as glândulas olfativas. Diferente da maioria dos vertebrados, o cérebro do peixe primeiro processa o senso do olfato antes de todas as ações voluntárias.
Os lobos óticos processam informações dos olhos. O cerebelo coordena os movimentos do corpo enquanto a medula controla as funções dos órgãos internos.
Aproximadamente todos os peixes diurnos possuem olhos bem desenvolvidos com visão colorida. Muitos peixes possuem também células especializadas conhecidas como quimioreceptores, que são responsáveis pelos sentidos de gosto e cheiro.
A maioria dos peixes têm receptores sensitivos que formam o sistema linear lateral, que permite aos peixes detectar correntes e vibrações, bem como o movimento de outros peixes e presas por perto (ver acima).
Em 2003, alguns cientistas escoceses da Universidade de Edimburgo descobriram que os peixes podem sentir dor. Um estudo prévio pelo professor James D. Rose da Universidade de Wyoming dizia que os peixes não podiam sentir dor porque eles não possuíam a parte neocortexal do cérebro, responsável por tal sensação. Peixes como os peixes-gato e tubarões possuem órgãos que detectam pequenas correntes elétricas. Outros peixes, como a enguia elétrica, podem produzir sua própria eletricidade.

### Dor
Um estudo sugere que os peixes sentem dor, com uma semelhança como a experimentada por mamíferos, incluindo seres humanos.

### Idade de um peixe
É possível saber a idade de um peixe através do exame dos seus "ouvidos". Todos os peixes, com exceção dos tubarões e das arraias, escondem nos ouvidos três pares de otólitos, que são concreções de carbonato de cálcio que servem para a audição e para manter o equilíbrio no meio líquido. O crescimento desses otólitos se faz por depósitos concêntricos sucessivos, cuja espessura e a composição química variam segundo o meio ambiente e a alimentação. Trata-se de um verdadeiro "álbum" que retrata a vida do peixe.

## Preservação

### A destruição do habitat
A Lista Vermelha da IUCN em 2006 nomeou 1 173 espécies de peixes que estão ameaçadas de extinção. Incluem-se espécies como o Bacalhau-do-atlântico, Diabo Hole, Celacantos, e grandes Tubarões-brancos. Porque os peixes vivem debaixo d'água são mais difíceis de estudar do que os animais terrestres e plantas, e informações sobre as populações de peixes é muitas vezes inexistente. No entanto, peixes de água doce parecem particularmente ameaçados, porque eles vivem muitas vezes em corpos d'água relativamente pequenos. Por exemplo, o Buraco do Demônio tem apenas 6 metros (10 por 20 pés) para a piscina.
A chave do estresse sobre os ecossistemas de água doce é a degradação do habitat, incluindo a poluição da água, a construção de barragens, a remoção de água para uso por seres humanos, e a introdução de espécies exóticas. Um exemplo de um peixe que se tornou em perigo por causa da mudança de habitat é o esturjão pálido, um peixe norte-americano de água doce que vive nos rios deteriorados pela ação humana.

### Pesca excessiva
A pesca excessiva é uma grande ameaça para peixes comestíveis, como o bacalhau e o atum. A pesca excessiva, eventualmente, provoca colapso da população (conhecido como estoque), pois os sobreviventes não conseguem produzir o suficiente para substituir aqueles removidos. Extinção comercial Tal não significa que a espécie está extinta, mas apenas que ele não pode mais sustentar uma pescaria.
Um exemplo bem estudado de um colapso da pesca é a sardinha do Pacífico Sadinops pescada ao largo da costa da Califórnia. De um pico de 790 000 toneladas em 1937 a captura declinou para apenas 24 000 toneladas em 1968, após o qual a pesca já não era economicamente viável.
A principal tensão entre a ciência da pesca e da indústria de pesca é que os dois grupos têm opiniões diferentes sobre a resiliência da pesca para a pesca intensiva. Em lugares como a Escócia, Terra Nova, e Alasca a indústria da pesca é um grande empregador, assim, os governos estão predispostos a apoiá-lo. Por outro lado, cientistas e conservacionistas querem uma proteção rigorosa, alertando que a pesca nos padrões atuais poderia dizimar as espécies pescadas dentro de cinquenta anos.

### As espécies exóticas
Introdução de espécies não-nativas ocorreu em muitos habitats. Um dos melhores exemplos estudados é a introdução da perca-do-nilo no Lago Vitória, na década de 1960. A perca-do-nilo gradualmente exterminou do lago cerca de 500 espécies endémicas de ciclídeos. Alguns deles sobrevivem agora em programas de reprodução em cativeiro, mas outros estão provavelmente extintos. Carp, snakeheads, tilápia, poleiro-europeu, truta, truta-arco-íris, e lampreias-marinhas são outros exemplos de peixes que têm causado problemas ao serem introduzidos em ambientes considerados alienígenas.

## Classificação sistemática
A classificação simplificada no topo desta página é a mais próxima da utilizada por Lineu, mas esconde algumas características importantes que fazem deste grupo dos "Peixes", um agregado de espécies com diferentes aspectos evolutivos. Por essa razão, as classificações mais recentes abandonaram alguns taxa tradicionais:
- Domínio Eukariota, ao
- Reino Animalia, aos clades
- Metazoa
- Bilateria
- Deuterostomia, ao filo
- Chordata e, dentro deste, ao clade
- Craniata

A partir deste ponto, os estudos evolutivos mostraram divergências:
O taxon classe tem sido usado (e, na Wikipédia em inglês, encontramos vários exemplos) para vários clades diferentes. Por essa razão, e até os taxonomistas acordarem numa forma de classificação científica consensual, devemos abster-nos de utilizar esse taxon. Os peixes, tanto espécies existentes como fósseis, dividem-se pelos seguintes clades:
- Hyperotreti – as mixinas (peixes sem coluna vertebral) e
- Vertebrata (vertebrados) - um clade que inclui as lampréias e os restantes vertebrados com maxilas;

Dentro dos vertebrados, consideram-se os clades
- Hyperoartia -  as lampréias (que têm coluna vertebral, mas não têm maxilas);
- Gnathostomata – todos os animais com maxilas;

e mais sete grupos fósseis.
Dentro dos Gnathostomata, são aceites os seguintes clades:
- Teleostomi – animais com boca terminal;
- Chondrichthyes – tubarões e raias – boca subterminal ou ventral;
- Acanthodii (extintos)
- Placodermi (extintos).

Dentro dos Teleostomi
- Osteichthyes – animais com tecido ósseo endocondral e com dentes implantados nas maxilas e
- Acanthodii (extintos)

Dentro dos Osteichthyes
- Sarcopterygii – um grupo que inclui os peixes com nadadeiras lobadas:
  - Coelacanthimorpha – os celacantos, considerados remanescentes dos primeiros anfíbios;
  - Dipnoi – os peixes pulmonados ou dipnóicos
  - os tetrápodes, ou seja, os restantes vertebrados batráquios, répteis, aves e mamíferos; e os
- Actinopterygii - peixes com raios ou lepidotríquias nas nadadeiras, ou seja, os "teleósteos", que incluem a maioria das ordens de peixes actuais e algumas outras com divergências filogenéticas.

Dentro desta classificação, os tradicionais taxa Agnatha (peixes sem maxilas), Ostracodermi (formas fósseis sem maxilas) e Cyclostomata (peixes sem maxilas, como as mixinas e lampréias) não devem ser utilizados, uma vez que não são monofiléticos.